# Somewhere
För filmen från 2010, se Somewhere (film).
Somewhere är en sång från andra akten av musikalen West Side Story med musik av Leonard Bernstein och text av Stephen Sondheim. Den speglar protagonisterna Tony och Marias föreställning om en utopi, men sjungs av en anonym röst utanför scenen. Sången omges av danssekvenser som illustrerar Tonys och Marias vilja att fly undan gängkonflikterna i pjäsen, tillika en mardrömslik vision av hur drömmen havererar. Den slutar med orden:

Hold my hand and we're halfway there

Hold my hand and I'll takte you there

Some day,

Somehow,

Somewhere!

Samma ord upprepas i slutet av musikalen, och den tragiska undertonen har gjort att sången ofta tolkas som en anspelning på kalla kriget.
Somewhere släppte även Pet Shop Boys som singel 1997. Somewhere fick även bära namnet på deras föreställning på The Savoy Theatre vid samma tidpunkt.